# Francisque Sarcey

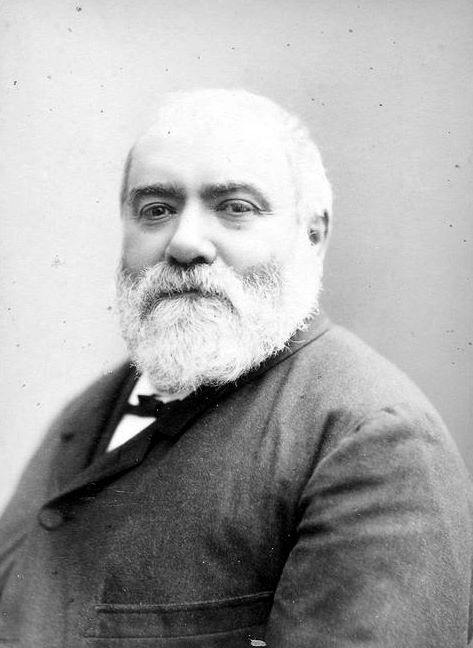
Francisque Sarcey

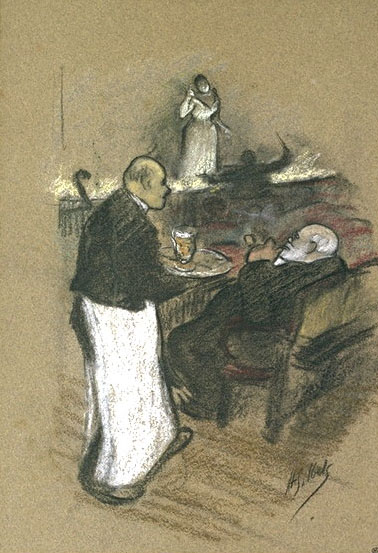
Henri-Gabriel Ibels: Francisque Sarcey bei einem café-concert (1898)

Francisque Sarcey de Sutières (* 8. Oktober 1827 in Dourdan, Seine-et-Oise; † 16. Mai 1899 in Paris) war ein französischer Journalist, Schriftsteller und Theaterkritiker in Paris.
Er besuchte das renommierte Lycée Charlemagne, wo er auch Edmond About kennenlernte, mit dem er zeit seines Lebens freundschaftlich verbunden blieb. Danach wurde er an der ebenso berühmten École normale supérieure aufgenommen und traf dort Hippolyte Taine, Alfred Assolant und Lucien-Anatole Prévost-Paradol. Nach seinem Abschluss wurde er 1851 Lehrer in Chaumont, wofür er aber schlecht geeignet war.
1857 vermittelte ihm sein Freund Edmond About den Kontakt zu Le Figaro, wo er fortan als Journalist tätig war. Er schrieb auch für L’Illustration, Le Gaulois, Le XIXe siècle und andere Zeitschriften; sein Hauptinteresse galt jedoch der Theaterkritik, womit er 1859 in L’Opinion nationale begonnen hatte. 
1867 begann er für das Feuilleton der einflussreichen Le Temps Theaterkritiken zu schreiben, was er 32 Jahre lang bis zu seinem Ende fortsetzte. Die letzte Kritik verfasste er acht Stunden vor seinem Tod. Er wurde aufgrund seines großen Renommees L'oncle genannt und hatte eine derart starke Position, dass seine Meinung als letztgültig betrachtet wurde. Seine Position wurde auch als antiklerikal beschrieben. Dennoch stand er 1871 der Pariser Kommune kritisch gegenüber. 

## Werke (Auswahl)
- Le Siège de Paris (1871)
- Comédiens et Comédiennes (1878–1884)
- Souvenirs de jeunesse (1884)
- Souvenirs d'âge mûr (1892)